# StarHorse3
《STARHORSE3》是世嘉開發的賽馬育成街機遊戲，2011年11月22日開始推出市面，是STARHORSE第八代。
由於世嘉將於2019年開發全新的賽馬育成街機遊戲《STARHORSE4》（页面存档备份，存于），《StarHorse3 SeasonVII Great Jockey》是STARHORSE系列第14套(亦是StarHorse3最後一套系列)作品。

## 玩法

### 簡介
玩家可以購買Amie卡進行遊戲，以便儲存玩家資料，首次登錄時會免費贈送一匹馬及一名騎師，玩家可以在比賽中下注，如該注項命中的話可根據賠率獲得相應派彩。玩家可以在平時訓練馬匹，增強馬匹實力，亦可安排馬匹出戰比賽，選擇賽事名稱騎師後，然後根據賽事結果作出調整。在離開遊戲後在30天內再登入，可以繼續保存資料，卡片不可以在其他店舖使用。
同一店舖機台數目預設為10台，最多可增加至21台。

### 投注
STARHORSE3設有十項投注項目，其中七項與日本中央競馬會投注方式一樣。分別是（獨贏）、（位置）、（馬組連贏）、（連贏）、（單式連贏）、（位置Q）、（單T）、及（三重彩）。
而和STARHORSE系列原創彩池。的出現條件是玩家投注或比賽贏得獎金，將贏得的獎金、及。及與獨贏及位置玩法一樣，賠率較一般彩池較高，而是將馬匹分成兩組，如果玩家在投注連續勝出，達到某個條件可獲特殊獎勵。的玩法是玩家在一場的比賽內購買電腦所屬的馬匹（殿堂馬賽事可購入玩家的馬匹），勝出後根據馬匹跑出的名次獲得相應的獎金，而殿堂馬及模擬賽事可獲相應的SH點數。

### 騎師育成
玩家可安排策騎自己的騎師（騎手）策騎馬匹出戰比賽，而沒有比賽的日子則可以安排騎師進行訓練，增強騎師的實力，而騎師可安排策騎其他玩家或電腦馬匹，策騎馬匹跑進三甲後，可獲得相應獎金。當騎師達到某個水平後，可以參加世界超級騎師大賽（WSJS）或WBC比賽。而騎師策騎200場賽事後必需退役，由另一位騎師繼承前騎師的技術或重新訓練新的騎師。

### 馬匹育成
馬匹可以由牧場中配種，並提供多匹配種馬選擇。在生產新的馬匹後，可以決定馬匹為3歲馬還是古馬（等同現實4歲或以上馬匹），不過在京都新聞盃及St. Lite紀念賽賽事及以後，玩家只能生產古馬。
生產馬匹後，馬匹將會出戰條件賽，在條件賽勝出3-4場賽事後，玩家就可以真正育成自己的馬匹，玩家可根據每次出賽條件賽的意見，確定馬匹的能力。玩家每次對馬匹可以一次訓練及給予一次飼料。此外，在出賽前，玩家可以為馬匹追加一次訓練，以提升比賽狀態。在投注勝出後滿足某個條件後，可進行極秘訓練，可改變馬匹的腳法。
每匹現役馬匹有120週生命（約兩年時間），過了120週時限馬匹必需強制退役（玩家可以將馬匹放牧避免時間減少）。

### SH商店
玩家可以在SH商店購買馬匹的裝備、騎師的服裝、髮型、配種馬、增加馬房等級以及WBC的出賽權。而取得SH分數有多個分法。包括投注，投注項目命中，10點自動換算1點SH。而馬匹及騎師及投注贏得獎金、1點換算1SH。而額外獲得大量獎金的項目包括：
- OP全賽事勝出：500 coins。
- GIII全賽事勝出：1000coins。
- GII全賽事勝出：1500coins。
- GI全賽事勝出：2000coins。
- 全賽事勝出：5000coins。
- 騎師贏得WSJS：5000SH,1000coins。

- 秋季賽事三連勝：秋季天皇賞（天皇賞(秋)）、日本盃（ジャパンカップ）及有馬紀念賽（有馬記念）：10000SH。
- WBC四冠：10000SH。
- WBC全賽事勝出：20000SH。
- 一匹馬奪得雌馬三冠：櫻花賞（桜花賞）、優駿雌馬（優駿牝馬）及秋華賞（秋華賞），30000SH。
- 一匹馬奪得雄馬三冠：皐月賞（皐月賞）、東京優駿（東京優駿）及菊花賞（菊花賞），50000SH。

## 與前作的遊戲變化
- 賽事方面:由舊作的70星期縮減至52個星期
- 新增副賽事:重要性較低，部份賽事的獎金也被調低，好處是不用受其他玩家騷擾。

- 四場WBC的賽事有改變: 
  - WBC SPRINT在拉斯維加斯
  - WBC CLASSIC在倫敦
  - WBC MILE在開羅

- 三連單（三重彩)可以讓玩家以0.1注下注
- 新設了種馬的等級

### 傳說模式
新增傳說模式，玩家可在一年之內擁有現實名駒贏取獎金，只要完成一年內的整個賽程的話，就視為「完走」可獲得高額獎金，但未能達成指定名次以內完成的話，馬匹被系統強制回收。玩家登出仍會自動進行。這些名駒擁有獨立馬房，在出賽事進行一次特殊訓練即可（1次花10分）。

## 本遊戲的更新[4]

### 第二版:BLAZE OF GLORY
- 賽事方面:更換當中10個比賽,新增泥地G1,歐洲三冠比賽,日本泥地三冠等.
  - 新增遊戲:
    - 紀念賽事挑戰任務:如果你贏了指定的紀念比賽，可以得到一個“紀念獎章”。通過收集一定數量的紀念獎牌，你可以得到特殊的物品。

  - 最高出銀提升到99,999枚！加入獎金遊戲！
  - 增加了馬房國際對戰

第二版已於2013年7月29日於日本全面更新,香港於2013年8月1日全面更新

### 第三版:CHASE THE WIND
- - 新增賓果遊戲
  - 新增香港一哩錦標,杜拜司馬錦標,新航國際盃等賽事
  - 今次要Master Cup賽事進行，每匹馬只需要一張Master Ticket就可以參加。與以往殿堂馬賽事相同，贏出可獲大量SH。賽事過後會出現棋盤，先過終點可以獲得大量獎勵，其他玩家亦可獲得相應獎勵。假如贏出的話，下一次賽事將會自動出賽，最多可連續出賽五次。
  - 在開賽前下方會多了兩項東西，分別是寶箱以及解鎖的投注組合。有兩個投注組合，但其中一個要在截止後才公佈，當玩家開始投注任何彩池，下方的顏色棒開始亮著。當投注相應彩池時寶箱就會出現。價值越高，越難出現，但報酬越好。即使開箱的賽事未能命中，仍可以帶到下一場，只要條件達成一樣沒有問題。
  - 新賽事：川崎紀念賽及新加坡國際盃登場，川崎紀念賽登場將意味著泥地馬在短時間內面對四場一級賽（不計杜拜世界盃及WBCM），即冠軍盃（舊日本盃泥地大賽）、東京大賞典、川崎紀念賽、二月錦標四場賽事。川崎紀念賽不是不難，可能夾在第三至第四熱門之間。新加坡國際盃因授權開題，不能使用原稱呼。雖然日本在五月為一級賽連鬥期，但是也能抽出海外賽事，獎金達1000枚。
  - 副賽事也有G1：多玩家的時候不怕被狙擊。杜拜司馬經典賽以及香港一哩錦標在杜拜世界盃及香港盃同場舉行。另外Memorial Race在年末舉行。而香港盃也獲得重新授權，以全新面貌登場。
  - 合成種馬券：如果有多達一個種馬券的話怎麼辦？你可以合成，只要你有足夠數目可以合成下去，並提高等級，增加價值（潛在能力），不過最多可以儲存四個組合，直到玩家在配種時選擇它們。才能決定下一個組合。另外也會出現Rare種馬券，在稀有的情況下合成現出現情況，在不消耗任何代替下，仍可以交配下一代。

第三版已於2014年7月23日於日本全面更新,香港已於2014年7月31日全面更新
（页面存档备份，存于）

### 第四版:DREAM ON THE TURF
- 賽事方面:更換當中10個比賽,新增香港短途錦標,香港瓶,墨爾本盃,杜拜免稅店盃,新航短途錦標等賽事.
  - 新增誇店舖對戰遊戲
  - 新增"組合馬卷",讓幾種馬株卷組合成新品種.加入"全種馬卷",得主可以任買出現了的種馬卷
  - 如全部比賽勝出,會有幸運輪去將完成獎金(5000枚)加倍

第四版已於2015年7月28日於日本全面更新,香港因成本問題而未有更新

### 第五版:EXCEED THE LIMIT
- 賽事方面:更換當中6個比賽,新增 SWBW/WBCD/新潟記念/カペラS/大ハンC/アイルT/SWBS/WBCL/WBCM/東京盃/ユニコS/レパード/京成AH/ラピスS/アハルS/ファイS等賽事.
  - 增加殿堂馬玩法

第五版已於2016年7月27日於日本全面更新,香港未有更新日期

### 第六版:FULL THROTTLE
- 賽事方面：大阪杯曾經是GII比賽，已經晉升為GI比賽
  - WBC　Mile跑道由遠東搬到聖莫里茨馬場（WBC唯一真正的賽道上）舉行
  - 加入WBCI　（1600米冰雪跑道賽事）

第六版已於2017年7月20日於日本全面更新,香港未有更新日期

### 第七版:GREAT JOURNEY
第七版將於2018年7月於日本全面更新,香港未有更新日期

## 攻略本
2012月7月28日發行第一本攻略本。提供馬匹育方方法，配種馬資料以及隱藏道具出現方法。另外也包括了玩家的心得。還有遊戲評述杉本清稀有對白。

## 香港機台
- SUPER KING GAME CENTRE
  - B/F,WEST COAST BLDG, 290-296UN CHAU ST.,CHEUNG SHA WAN,KW
- SANDS GAME(KWUN TONG ROAD)
  - BASEMENT, 410 KWUN TONG ROAD,KWUN TONG, KOWLOON,
- CHON SHING GAME CENTER
  - BF.,HALESON BUILDING, 1JUBILEESTREET, CENTRAL, HONG KONG.
- SMART GAME(MONG KOK)
  - 1/F & 2/F, NO. 60-104SOY STREET, MONGKOK, KOWLOON,